# Mehammarsåta

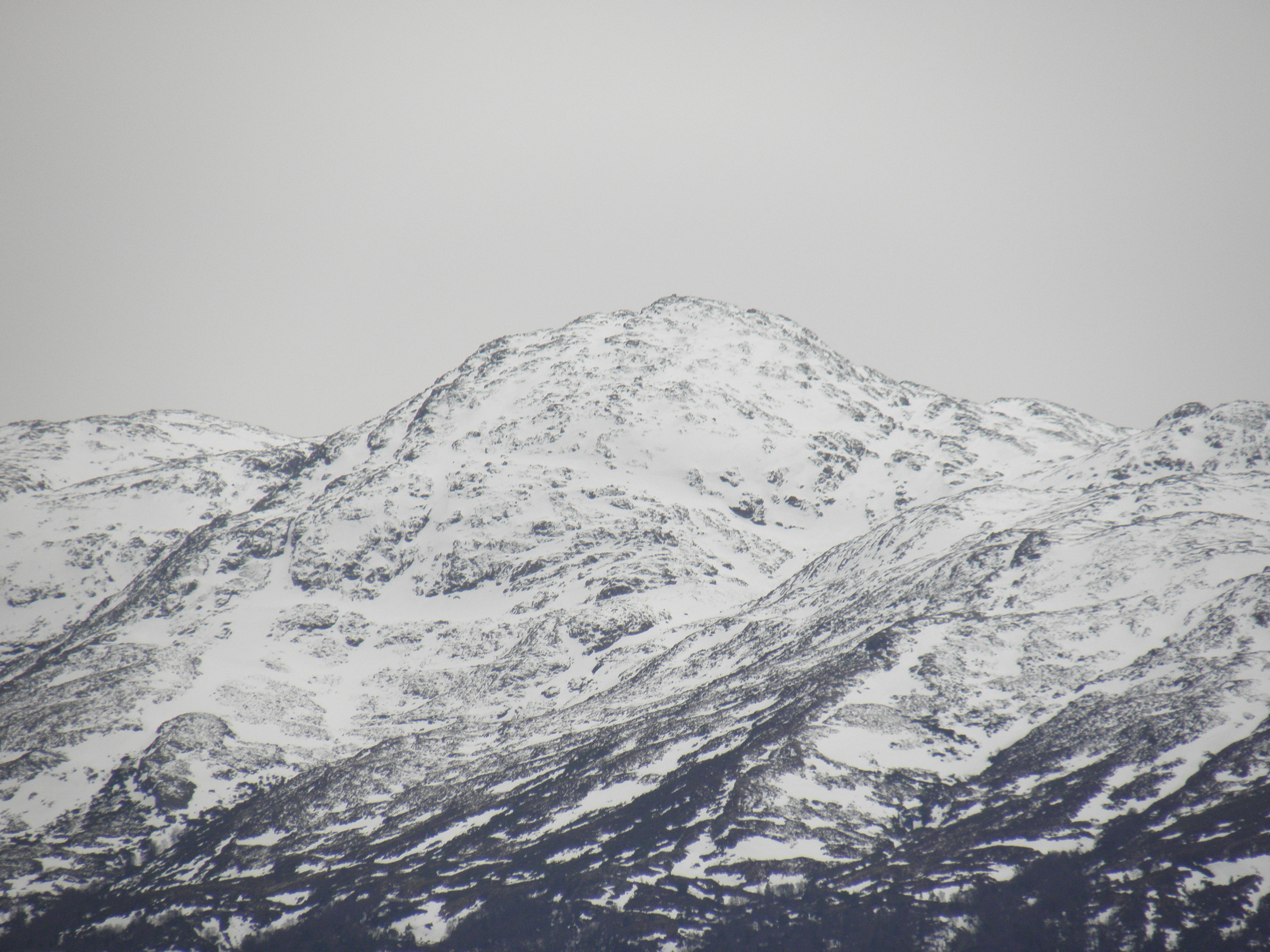
Toppen till Mehammarsåta sedd från Tysnesøya.

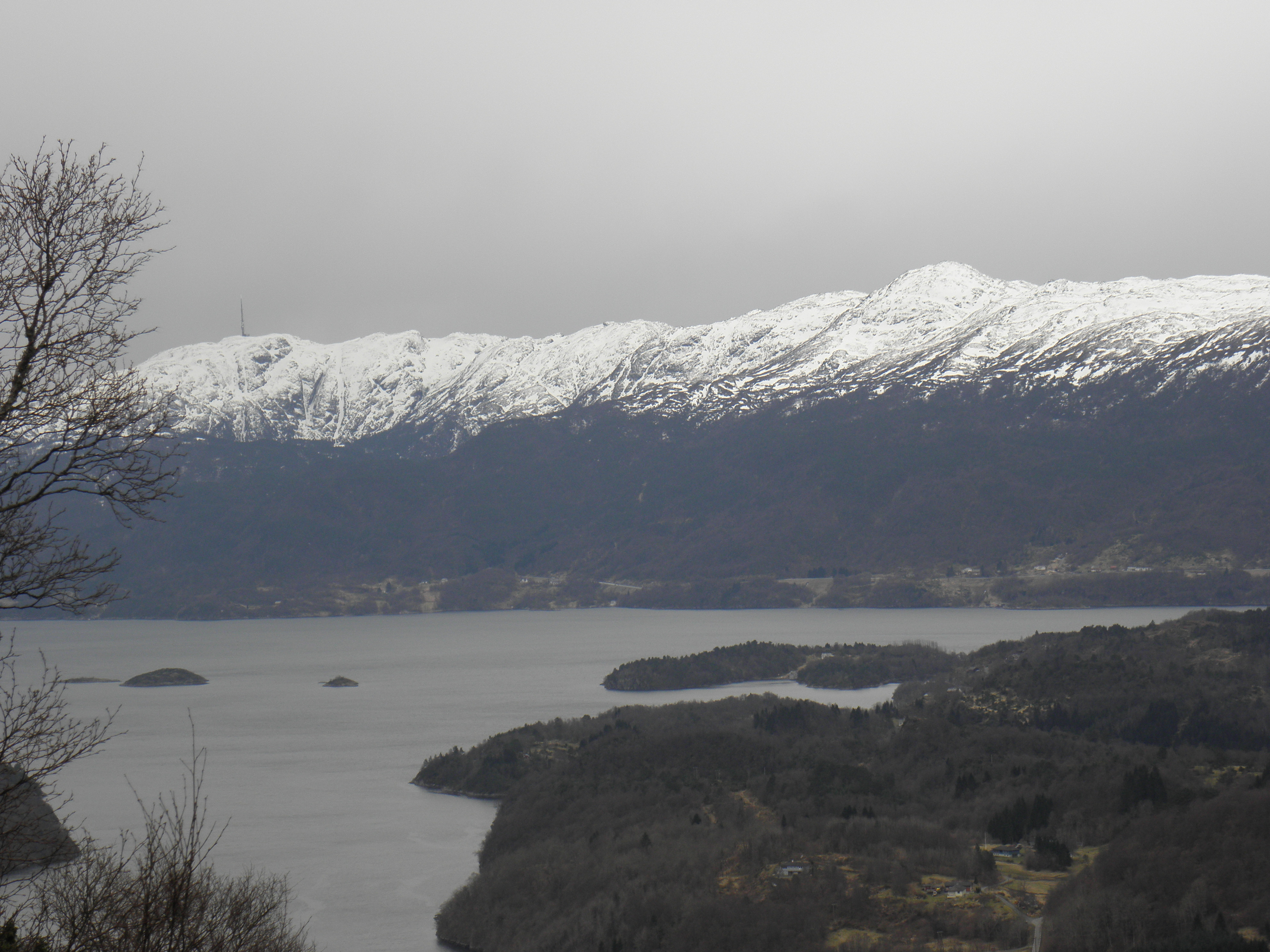
Mehammarsåta är toppen till höger.

Mehammarsåta (eller Mehammarsåto) är det högsta fjället på ön Stord i Stords kommun i Vestland fylke i västra Norge. Toppen når 749 m ö.h. och ligger på östra sidan av ön, endast några hundra meter ifrån Fitjar kommun.
Namnet Mehammarsåta kommer från orten Mehammar som ligger nordöst om fjället. Mehammarelva är ett vattendrag som går ifrån Mehammersåta till sundet Langenuen vid Mehammar.